# Chlorospingus semifuscus
Chlorospingus semifuscus là một loài chim trong họ Emberizidae.